# 矢萩渉
矢萩 渉（やはぎ わたる、1957年6月27日 - ）は、北海道旭川市出身のギタリスト、シンガーソングライター、ミュージシャン、音楽プロデューサーである。血液型はA型。1977年からロックバンド『安全地帯』のメンバーとして活動している。

## 来歴

### 幼少・青少年期
- 1957年、父が教師をしていた家庭に生まれる。
- 1962年、田中裕二と出会う。
- 1970年～1972年、兄の影響でギターを始める。
- 1972年、中学3年時、ドラムを叩いていた同級生の田中裕二とバンドを結成。
- 1973年、高校進学後、ベースとキーボードを弾いていた六土開正率いる『六土開正バンド』に田中と参加。オールマン・ブラザーズ・バンドなどのサザン・ロックを主体にコピー演奏活動をしていた。
- 1974年 - 1976年、音楽コンテストに出場する中で、玉置浩二率いる『安全地帯』と親交を深める。
- 1977年、安全地帯と合併する。洋楽コピーバンドの『六土開正バンド』の演奏技量とオリジナル楽曲バンドの『安全地帯』の楽曲制作能力に相互に惹かれ合った結果で、安全地帯の原型が完成する。
- 1981年、安全地帯は井上陽水のコンサートツアーのバックバンドに抜擢され、上京する。合宿生活では、炊事係であった。

### バンド『安全地帯』デビュー
- 1982年、安全地帯1st.シングル『萠黄色のスナップ』でキティレコード（後にユニバーサル・ミュージック）からデビュー。同バンドのライブやコンサートでは、時折ソロでのギター演奏を披露した。
- 1984年、安全地帯の殆どの楽曲で玉置浩二がボーカルを務める中、『熱視線』のカップリング曲『一秒一夜』でボーカルを担当した。
- 1988年、安全地帯が活動休止を宣言。これは、バンドメンバー個々の音楽活動の進化の影響とバンドの追求する音楽の方向性を模索する結果であった。

### ソロデビュー
- 1990年、安全地帯の活動再開。洗練された都会的ロック指向から野性味のあるロックを目指し、社会問題からメッセージソングも取り入れた。これと併行して、1st.シングル『冒険者』でソロデビュー。EPSONのCMテーマソングで、オリコン週間チャートで17位に登場した。また、1st.アルバム『冒険者』をリリースし、バンド活動とは異なる世界観を表現した。
- 1993年、安全地帯23rd.シングル『ひとりぼっちのエール』発売以降、再度活動休止。プロデューサーに須藤晃を迎え、バンドの方向性に据えようと試みるが、それに伴うレコード会社移籍、音楽性志向に不安な状態のためであった。

### サポート・ギタリスト
- 1994年、安全地帯のコンサートが数度開催されるが、メンバー個々の活動を行なう。音楽性を模索するバンドリーダーの玉置のソロ活動に参加した。
- 1998年、安全地帯の活動再開を玉置が強く望み、ソロコンサートツアーにメンバーが集結。
- 1997年、UNICORNのベーシスト、堀内一史のソロツアーに参加。
- 1999年、バンド活動再開には至らないものの、玉置が安全地帯の楽曲集としてソロアルバム『ワインレッドの心』を発表する。矢萩はスタジオ・ミュージシャンとして参加している。

### バンド『安全地帯』再始動
- 2001年、安全地帯の新譜録音に向けてメンバーが集結する。玉置ソロ活動のサポート・ミュージシャン・安藤さと子の支持活動が功を奏した。
- 2002年、安全地帯24th.シングル「出逢い」発売で、9年ぶりに活動再開。
- 2003年、安全地帯10th.アルバム『安全地帯X〜雨のち晴れ〜』を発表し、コンサートツアーを開催する。
- 2004年、安全地帯の活動休止。ギタリストの武沢豊の事故後の経過観察も影響した。以降は、メンバー個々の活動に入り、矢萩は玉置のソロ活動に参加を続けるが、さらに音楽制作に深く関与し、共作も次第に増加した。玉置の音楽性を大きく支えるまでになった。
- 2007年、石丸椎菜、村上明彦、ラッキィ池田とのユニット「C☆NA&カーキーズ」の楽曲『カキのうた』の編曲を担当。
- 2009年、急性膵炎で2年間療養していた玉置が音楽活動再開を決意するにあたり、安全地帯のメンバーを招集。新譜制作・録音に向けて、合宿生活を始める。
- 2010年、安全地帯27th.シングル『蒼いバラ』発売。レコード会社をソニー・ミュージックからユニバーサル・ミュージックへ復帰。単独での活動としてサントリー「鉄骨飲料」のCMソング『鉄骨娘パオ♥〜パオ♥のテーマ〜』の編曲を担当。
- 2012年7月1日、Ustream番組『ソルトモ!』にて、ソニーへの再移籍ならびにデビュー30周年を節目とした初のレーベル『SALTMODERATE』の発足を発表。8月22日にはグループとして初めてセルフカバー曲中心のアルバムを発売した。9月にはいわみざわ公園野外音楽堂キタオンと東京国際フォーラムでのライブを敢行。その模様が収録されたライブDVDは12月に発売された。12月17日から12月25日にかけて、グループとして初めてのクリスマスディナーショーを開催。
- 2013年、安全地帯14th.アルバム『安全地帯ⅩⅣ - The Saltmoderate Show -』において『盾』『希望の光』『～笑って～』『パンチ∞トンチ』4曲の作曲を担当した。レーベル発足後初となる全国ツアーも開催。ROCK IN JAPAN FESTIVALへ参加。その後韓国・香港・台湾でのアジアツアーを挙行。

### 新ユニット結成
- 2014年、シンガーソングライターである星野裕矢のプロデュースを武沢侑昂と共に行った事がきっかけとなり、音楽ユニットEZOを結成。[1]
- 2015年、永年の盟友であるプロデューサーの末崎正展の薦めにより、武沢とのツインギターユニット「ワタユタケ」を結成。クラウドファンディング「muevo」限定でCD『TWIN GUITAR』をリリース。
- 2016年3月23日、『TWIN GUITAR』の一般向け販売作品『TWIN GUITAR 完全版』をリリース。4月3日には初となるミニライブとギタークリニックを開催。11月30日にはワタユタケ2ndアルバム『TWIN GUITAR 2』を発売。さらに12月24日にはよみうり大手町ホールでワンマンライブを開催した。矢萩個人の活動として、12月2日に安全地帯のメンバーでは初となるTwitterアカウントを開設した。また、玉置のソロツアー「玉置浩二コンサートツアー2016～AMOUR～」にサポートメンバーとして帯同した。
- 2017年4月12日、Sony Music Shop限定販売DVD『GUITAR CLINIC&LIVE』をリリース。4月29日には羽田空港ティアットスカイホールにてスペシャルライブ「CLUB CITTA' PRESENTS ワタユタケ TWIN GUITAR　～春の宴～ -スペシャル 2SHOWS-」ならびに安全地帯メンバーによるトークショーが開催された。5月31日には安全地帯のデビュー35周年を記念した初のオールタイム・ベストアルバム『ALL TIME BEST』が発売されたと同時に、グループとしては4年振りとなるツアー（日本武道館2daysならびに香港公演）の開催が発表された。

## 人物・エピソード
- 玉置浩二以外のメンバーではソングライター、アレンジャーとしての活動も顕著であり、安全地帯の作品では「熱視線」のB面の「一秒一夜」などの作曲も手掛けている（なお、当時の玉置は自身の作曲作品以外は歌わないというスタンスだったため、「一秒一夜」は矢萩の歌唱である）。
- 雑誌『ギターマガジン』2010年12月号の30周年特別企画でプロギタリスト、音楽ライターからアンケートを実施した「最も偉大なギタリスト100」で惜しくも100位には漏れたがランク外のギタリストの中から矢萩渉ふくめ数名のギタリストと投票者のコメントが記載されている。

## ディスコグラフィー

### シングル
1. 『冒険者』 （1990年6月25日）- EPSON CMソング
2. 『楽園の君に』 （1991年6月25日）- EPSON CMソング

### アルバム
1. 『冒険者』 （1990年10月1日）
2. 『喜びの歌』（1991年8月25日）

### コンピレーションアルバム
1. 『SATORU NAKAJIMA』（1991年11月25日）- 中嶋悟のモノローグと歌、矢萩の歌（EPSONのCMソング）を収録。

### サウンドトラック
1. テレビアニメ『F-エフ-』 （1988年12月21日）
2. テレビドラマ『あいつがトラブル』 （1989年 - 1990年）
3. テレビドラマ『禁じられた遊び』 （1995年）

## その他の音楽活動

### サポート・ミュージシャンとして参加したアーティスト
- 井上陽水 1981年～1983年、安全地帯としてバックバンドを担当。

### プロデュース、アレンジ担当、スタジオ･ミュージシャンとして参加したアーティスト
- 柳葉敏郎
- 鈴木トオル
- 20世紀Jr.
- 東京バナナボーイズ
- 星野裕矢

### 主な提供作品

#### 作曲
- デビル雅美 - 『パープル・タイフーン（デビル雅美のテーマ）』（1984年）
- 裕木奈江 - 『夜と朝のすき間に』（1993年）
- 平原綾香 - 『STAR』（2016年）

#### 編曲
- 荻野目洋子 - 『想い出には早すぎる』（1989年）
- 高橋みなみ - 『ティンクル』（2016年）